# Bandalike
Bandalike o Bandanike és una ciutat en ruïnes a Karnataka al districte de Shimoga a uns 25 km de Shikarpur. Fou la capital de la Setanta província de Nagarakhanda que segons una inscripció fou governada pel savi Chandra Gupta. El seu nom purana era Bandhavapura. Hi ha les ruïnes de diversos temples de grans dimensions i magnifiques escultures. Més de 30 inscripcions estan datades entre els segles IX i XVI i fan referència a rashtrakutes, chalukyes, Kalachuris de Kalyani, hoysales, seunes, i als reis de Vijayanagar. Probablement fou destruïda pels musulmans de Golconda i Bijapur després de la derrota de Vijayanagar el 1565.